# Demódoco (diálogo)

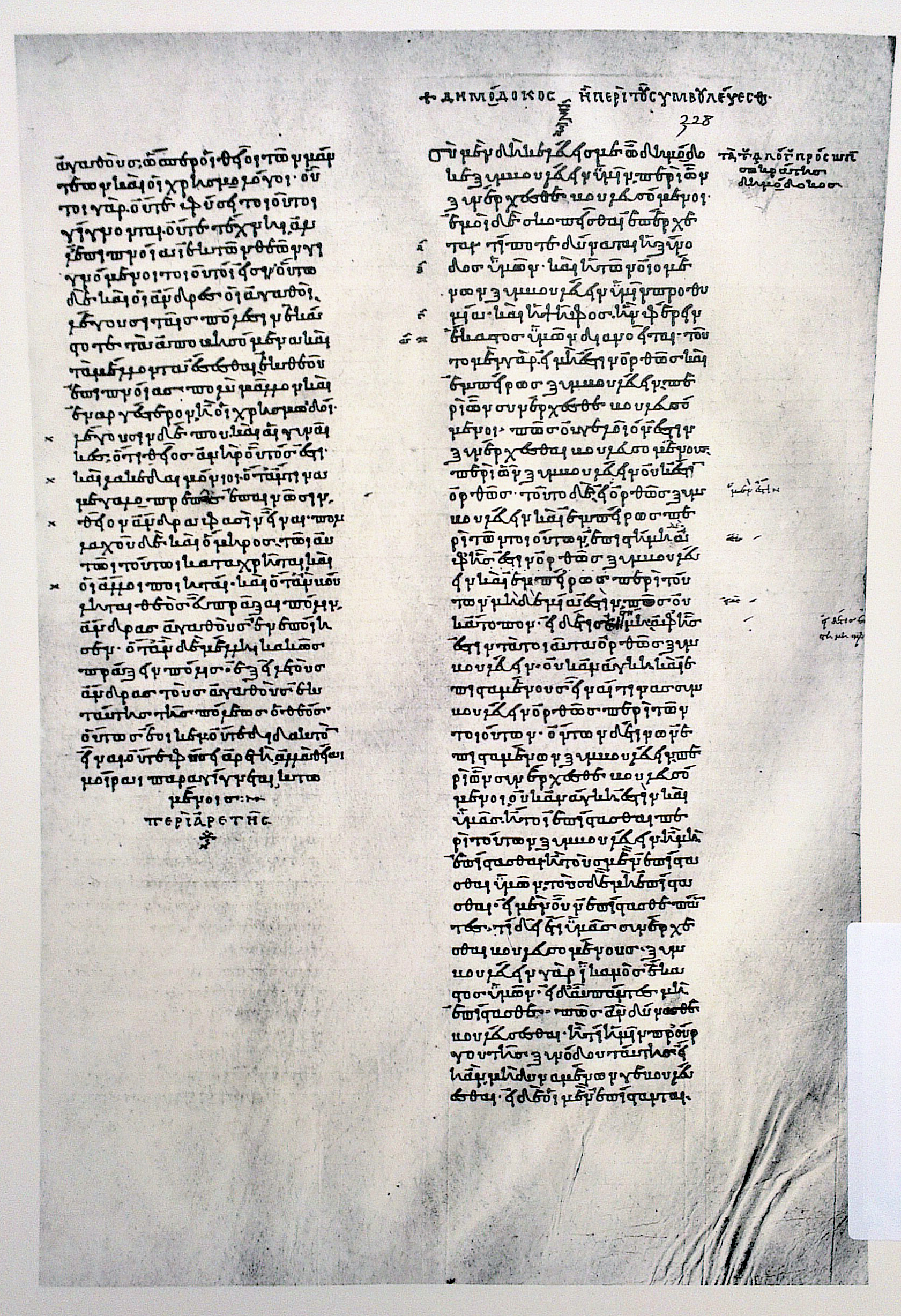
Manuscrito bizantino da Odisseia, com o episódio do aedo Demódoco - testemunho da tradição épica grega.

Demódoco é um diálogo cuja autoria foi atribuída a Platão, mas que hoje é considerado apócrifo. O diálogo ocupa-se com o tema da deliberação coletiva, além de alguns elementos do senso comum.
Parece ser uma combinação de duas obras separadas. A primeira parte é um monólogo (dirigido a Demódoco), que argumenta contra a tomada de decisão coletiva. Segue-se uma trilogia de diálogos (com participantes anônimos) que levantam três elementos de dúvida contra o senso comum